# Phare d'Ytterholmen
Le phare d'Ytterholmen (en norvégien : Ytterholmen fyr) est un feu côtier de la commune d'Herøy, dans le Comté de Nordland (Norvège).

## Histoire
Le phare d'Ytterholmen, mis en service en 1912, est situé sur l'île d'Ytterholmen, à environ 15 kilomètres au sud-ouest de Gåsvær (en). Le phare a été automatisé en 1989 et inhabité depuis 2003. Le phare est détenu et exploité par la municipalité et il peut être loué par des touristes.

## Description
Le phare  est une tour en maçonnerie de 11 mètres de haut, avec galerie et lanterne. La tour est peinte en blanc, la lanterne est rouge, et la maison des gardiens est en contrebas. Il émet, à une hauteur focale de 47 mètres, deux éclats blancs toutes les 30 secondes. Sa portée nominale est de 19 milles nautiques (environ 35 km).
Son feu secondaire, un feu à occultations émet, à une hauteur focale de 44 mètres, deux éclats (blanc, rouge et vert selon différents secteurs) toutes les 10 secondes, avec une portée de 15 milles nautiques (environ 28 km).
Identifiant : ARLHS : NOR-282 ; NF-6545 - Amirauté : L2316 - NGA : 10072 .
|                      |
| Le phare (1890-1900) |

|          |
| Le phare |

### Lien connexe
- Liste des phares de Norvège